# Bonnie Vale
Bonnie Vale is een spookdorp in de regio Goldfields-Esperance in West-Australië.

## Geschiedenis
Ten tijde van de Europese kolonisatie leefden de Maduwongga Aborigines in de streek.
De eerste Europeanen die door de streek trokken waren de ontdekkingsreizigers Henry Maxwell Lefroy in 1863 en Charles Cooke Hunt in 1864. Lefroy leerde van de Aborigines diverse manieren om aan water te geraken. Hunt maakte gebruik van Lefroy's aantekeningen. Hij groef met zijn ploeg gevangenen waterputten en legde dammen aan om het water op te vangen dat na regenbuien van grote rotsformaties liep. Het werk van beide ontdekkingsreizigers maakte de prospectie en ontwikkeling van de streek later mogelijk.
In 1894 vond een goudzoeker genaamd Bonnie goud in de streek. De Bonnievale-goudmijn werd ontwikkeld. In 1897 werd het plaatsje Bonnie Vale officieel gesticht.
Door een overstroming na een donderstorm in maart 1907 dienden 160 mijnwerkers zich uit de goudmijn te reppen. Een mijnwerker, Modesto Varischetti, bleef meer dan 300 meter onder de grond in een luchtzak achter. Herbert Hoover, de latere president van de Verenigde Staten, leidde een reddingsoperatie met pompen en de duikers Frank Hughes en Thomas Hearn. Varischetti werd na negen dagen uit zijn benarde situatie bevrijd.

## 21e eeuw
Bonnie Vale maakt deel uit van het lokale bestuursgebied (LGA) Shire of Coolgardie. Het district is de grootste producent van mineralen in de regio Goldfields-Esperance. Er zijn een twintigtal mijn- en verwerkingsbedrijven actief.

## Transport
Bonnie Vale ligt 570 kilometer ten oostnoordoosten van de West-Australische hoofdstad Perth, 43 kilometer ten westzuidwesten van het aan de Goldfields Highway gelegen Kalgoorlie en 12 kilometer ten noorden van het aan de Great Eastern Highway gelegen Coolgardie, de hoofdplaats van het lokale bestuursgebied waarvan het deel uitmaakt.
De Eastern Goldfields Railway loopt langs Bonnie Vale en Transwa's Prospector, die tussen Perth en Kalgoorlie rijdt, stop er voor de reizigers met bestemming of komende uit Coolgardie.

## Klimaat
Bonnie Vale kent een warm steppeklimaat, BSh volgens de klimaatclassificatie van Köppen.